# Colibrí amazília ventreverd
El colibrí amazília ventreverd (Amazilia viridigaster) és una espècie d'ocell de la família dels troquílids (Trochilidae) que habita la selva humida, bosc obert, vegetació secundària i matolls de les terres baixes per l'est dels Andes a l'est de Colòmbia i oest i sud de Veneçuela. Molts autors el consideren coespecífic del colibrí amazília cua de coure.